# Abraham Skorka
Abraham Skorka (Buenos Aires, 5 de julio de 1950) es un rabino y escritor argentino. 

## Biografía
El rabino Abraham Skorka actualmente trabaja como investigador principal de estudios judíos y relaciones judeo-católicas en la Universidad de Georgetown en Washington, Estados Unidos. Es, asimismo, desde 2017 rector emérito del Seminario Rabínico Latinoamericano “Marshall T.Meyer”. Entre los años 1996-2008 y 2010-2017 se desempeñó como rector y profesor de derecho judío y rabínico en el Seminario Rabínico Latinoamericano “Marshall T.Meyer”. Mantuvo con el entonces arzobispo de Buenos Aires, Jorge Mario Bergoglio, una serie de coloquios interreligiosos sobre temas diversos, tales como Dios, el fundamentalismo, el ateísmo, la muerte, el holocausto, la homosexualidad y el capitalismo. Estos seminarios se realizaban alternativamente en la sede del arzobispo y en la comunidad del rabino. Juntos publicaron un libro titulado Sobre el cielo y la tierra.
En 1979 se recibió de químico en la Universidad de Buenos Aires. Realizó publicaciones científicas de biofísica y numerosos artículos de asuntos bíblicos y talmúdicos.
En 2010 la Universidad Católica Argentina lo condecoró con el doctorado honoris causa, siendo la primera vez en América Latina que una universidad católica otorga este título a un rabino.
En mayo de 2017, Skorka publicó una aprobación en lo que respecta a la declaración rabínica ortodoxa sobre el cristianismo titulada Hacer la voluntad de nuestro padre en el cielo: Hacia una asociación entre judíos y cristianos que fue publicada dos años antes por el Centro para el Entendimiento y la Cooperación Judeo-Cristiana (CJCUC).

## Trabajos
Libros
- Miles de años por semana: visión actual de la lectura de la Torah. 1997
- Introducción al derecho hebreo (1ª edición). Eudeba. 2001. ISBN 978-950-23-1200-2.
- Hacia un mañana sin fe? (1ª edición). Longseller. 2005. ISBN 978-987-550-637-4.
- 70 Aniversario de Benei Tikva (1ª edición). Comunidad Benei Tikva. 2009. ISBN 978-987-25419-0-3.
- Sobre el cielo y la tierra (1ª ed. 1ª reimp. edición). Sudamericana. 2013. ISBN 978-950-07-3293-2. En coautoría con Jorge Mario Bergoglio. 1ª ed. 2010
- Temas de derecho hebreo (1ª edición). Ediciones Seminario Rabínico Latinoamericano Marshal T. Meyer. 2012. ISBN 978-950-99230-6-5.
- La solidaridad (1ª ed. 1ª reimp. edición). Santa María. 2013. ISBN 978-987-616-117-6. En coautoría con Jorge Mario Bergoglio y Marcelo Figueroa. 1ª ed. 2012
- La dignidad (1ª ed. 1ª reimp. edición). Santa María. 2013. ISBN 978-987-616-118-3. En coautoría con Jorge Mario Bergoglio y Marcelo Figueroa. 1ª ed. 2012
- La oración (1ª ed. 1ª reimp. edición). Santa María. 2013. ISBN 978-987-616-119-0. En coautoría con Jorge Mario Bergoglio y Marcelo Figueroa. 1ª ed. 2012
- Razón y fe (1ª ed. 1ª reimp. edición). Santa María. 2013. ISBN 978-987-616-120-6. En coautoría con Jorge Mario Bergoglio y Marcelo Figueroa. 1ª ed. 2012
- Biblia, diálogo vigente (1ª edición). Planeta. 2013. ISBN 978-950-49-3706-7. En coautoría con Jorge Mario Bergoglio
- El Concilio Vaticano ll y los judios (1ª edición). Ediciones Seminario Rabínico Latinoamericano Marshal T. Meyer. 2015. ISBN 978-987-45768-1-1., en coautoria con Ariel Stofenmacher
- Marshall Meyer y 50 años de diálogo interreligioso en ISER (1ª edición). Celina Ana Lértora. 2008. ISBN 978-987-42-7691-9. Obra colectiva

Audio
- "Maimonides' reglas sobre dar a los pobres", 2000[5]

Artículos publicados en el diario La Nación (selección)
- De la muerte de Dios a la muerte de lo humano.[6]
- Diálogo profundo en un mundo inconexo.[7]
- De Fuenteovejuna a Pasteur 633.[8]
- De la cena pascual a la eucaristía[9]
- A cuarenta años de Nostra Aetate.[10]
- Libertad e idolatría en el relato de la Pascua.[11]
- La visión de la Biblia sobre la paz.[12]
- A la sombra del golem.[13]
- Sacrificios que no acercan a Dios.[14]
- El diálogo interreligioso.[15]